# Magangué
Magangué ist eine Gemeinde (municipio) in der Región Caribe im Departamento de Bolívar in Kolumbien. 

## Geographie
Magangué liegt am Río Magdalena, 20 km nördlich der Mündung des Río Cauca und 240 km südlich von Cartagena. Magangué liegt auf einer Höhe von 49 Metern und hat eine Jahresdurchschnittstemperatur von 28 °C. Im Süden der Gemeinde erhebt sich das Gelände auf etwa 700 Meter. Magangué grenzt im Norden an Córdoba sowie an Santa Bárbara de Pinto im Departamento del Magdalena, im Süden an Achí, im Osten an Talaiga Nuevo, Cicuco, Mompós und Pinillos und im Westen an Buenavista, Galeras, San Benito Abad und Sucre im Departamento de Sucre.

## Bevölkerung
Die Gemeinde Magangué hat 123.982 Einwohner, von denen 86.566 im städtischen Teil (cabecera municipal) der Gemeinde leben (Stand 2019).

## Geschichte
Die Stadt wurde im Jahre 1610 von Diego Carvajal gegründet. Sie blühte auf durch den Handel am Río Magdalena und durch die Wallfahrt zur Patronin der Stadt und der Kathedrale, der Jungfrau von Candelaria. Deshalb bewirkte Antonio de la Torre y Miranda im Jahre 1776 die Umbenennung der Stadt zu Nuestra Señora de la Candelaria de Magangué.
Infolge des starken Bevölkerungswachstums seit den 1980er Jahren ist Magangué mittlerweile die zweitgrößte Stadt im Departamento de Bolívar.

## Wirtschaft
Der wichtigste Wirtschaftszweig von Magangué ist der Handel. Außerdem spielen Rinderproduktion, Fischfang und Industrie eine gewisse Rolle.

## Persönlichkeiten
- José Mario Bacci Trespalacios (* 1971), römisch-katholischer Ordensgeistlicher, Bischof von Santa Marta